# Nicola Cioffi
Nicola Cioffi (Napoli, 27 ottobre 1697 – Amalfi, 31 marzo 1758) è stato un arcivescovo cattolico italiano.

## Biografia
Nato a Napoli il 27 ottobre 1697, fu ordinato diacono il 23 dicembre 1719 e successivamente sacerdote il 20 dicembre 1721. Il 13 aprile 1744 fu nominato vescovo di Sora da papa Benedetto XIV. Ricevette l'ordinazione episcopale il 1º maggio 1744 dal cardinale Giuseppe Spinelli. Il 19 marzo 1748 fu nominato arcivescovo metropolita di Amalfi da papa Benedetto XIV. Resse l'arcidiocesi fino al 31 marzo 1758, giorno della sua morte.

## Genealogia episcopale
La genealogia episcopale è:
- Cardinale Scipione Rebiba
- Cardinale Giulio Antonio Santori
- Cardinale Girolamo Bernerio, O.P.
- Arcivescovo Galeazzo Sanvitale
- Cardinale Ludovico Ludovisi
- Cardinale Luigi Caetani
- Cardinale Ulderico Carpegna
- Cardinale Paluzzo Paluzzi Altieri degli Albertoni
- Cardinale Gaspare Carpegna
- Cardinale Fabrizio Paolucci
- Cardinale Giorgio Spinola
- Cardinale Thomas Philip Wallrad d'Alsace-Boussut de Chimay
- Cardinale  Giuseppe Spinelli
- Arcivescovo Nicola Cioffi